# Henry Maudslay

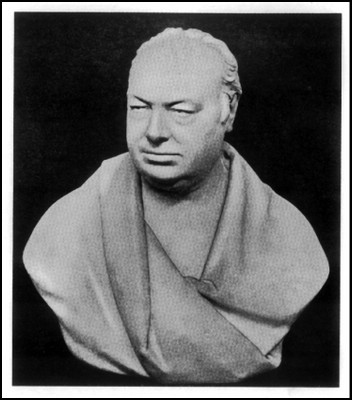
Henry Maudslay.

Henry Maudslay (22 de agosto de 1771 - 14 de febrero de 1831) fue un ingeniero e inventor británico del siglo XIX, gran innovador de las máquinas herramienta.

## Semblanza
Su padre sirvió como reparador de ruedas en el cuerpo de los Ingenieros Reales del ejército británico, pero fue herido en acción y se convirtió en tendero en el Arsenal Woolwich de Londres, donde Henry nació. Comenzó a ayudar a su padre pero cuando cumplió doce años se fue a trabajar a una carpintería y poco más tarde a una herrería.
En este trabajo obtuvo una gran reputación, así que Joseph Bramah (el inventor de la prensa hidráulica) solicitó sus servicios en la fabricación de máquinas. Henry sabía muy bien como hacer realidad las ideas de otras personas hasta que empezó a inventar por sí mismo. En 1791 se casó con la camarera de Bramah, Sarah Tindale. Seis años más tarde se convirtió en el brazo derecho de Bramah.
En 1707, tras fricciones con Bramah, decidió establecer su propio taller de precisión (primero, en la calle Oxford en Londres, y a partir de 1810, en Lambeth). Después de haber trabajado para Samuel Bentham, su primera aportación principal original fue construir una serie de 42 máquinas de carpintería para producir bloques de aparejo de madera (cada barco requería miles de estas máquinas) para la armada. El resultado constituyó el primer ejemplo conocido de maquinaria especializada en una cadena de montaje y fabricación en serie.
Aplicó la fórmula de piezas intercambiables y desarrolló el primer torno que mecanizaba tornillos y estableció la estandarización sobre tamaños de rosca por primera vez. Maudslay inventó el primer micrómetro de banco que era capaz de medir una diez milésima de pulgada (él lo llamó "el Lord Chancellor"), y se fue especializando en motores de vapor. Muchos ingenieros excepcionales se formaron en su taller, incluyendo a Richard Roberts, David Napier, Joseph Clement, sir Joseph Whitworth y James Nasmyth